# رسول كور
رسول كور (بالفارسية: رسول کر) هو لاعب كرة قدم إيراني في مركز الدفاع، ولد في 24 يونيو 1989 في إيران. شارك مع منتخب إيران تحت 17 سنة لكرة القدم ومنتخب إيران تحت 20 سنة لكرة القدم ومنتخب إيران تحت 23 سنة لكرة القدم. أما مع النوادي، فقد لعب مع نادي تربيت بدني يزد ونادي شموشك نوشهر ونادي مس كرمان.